# Das Lied der Sperlinge
Das Lied der Sperlinge (persisch آواز گنجشک‌ها, englisch The Song of Sparrows) ist ein iranischer Spielfilm aus dem Jahre 2008.

## Handlung
Karim, ein einfacher Mann, lebt mit seiner Familie in einem bescheidenen Haus in einem Dorf in der Nähe von Teheran. Er arbeitet auf einer Straußenfarm und gerät in Schwierigkeiten, als ein Strauß aus dem Gehege entweicht. Karim macht sich auf die Suche nach dem Strauß in der weiten Steppe. Mit einem Straußenkostüm versucht er den Laufvogel anzulocken, doch der ist nirgends auffindbar. Nach der erfolglosen Suche verliert er seine Arbeit. Als Abfindung erhält er ein riesiges Straußenei, aus dem seine Frau Omelette für die ganze Familie macht. Außerdem ist das Hörgerät seiner schwerhörigen ältesten Tochter kaputt und für ein neues fehlt das Geld. Zudem ist die Familie nicht krankenversichert. Neben seiner ältesten, etwa 12 Jahre alten Tochter hat er noch einen Sohn von ungefähr neun Jahren und eine Tochter von etwa fünf Jahren. Karim ist kein Haustyrann, er behandelt Frau und Kinder gut und macht auch keinen Unterschied zwischen den Töchtern und dem Sohn. In einer bezeichnenden Szene bringt er seine Tochter zum Schulbus, kniet sich vor ihr nieder und bindet ihr die aufgegangenen Schuhbänder zu. Die Schulbildung seiner Tochter liegt ihm sehr am Herzen: Immer wieder betont er, wie wichtig für das Mädchen das Hörgerät sei, da bald Prüfungen in der Schule anstünden. Als besonders religiös wird die Familie auch nicht gezeichnet. Einmal wird Karim im Gebet gezeigt.
Er fährt mit seinem Motorrad in die Stadt, um sich zu erkundigen, ob das Hörgerät zu reparieren ist – die Kosten für ein neues Hörgerät sind jedoch enorm. Vor dem Ärztehaus setzt er sich auf sein Motorrad und überlegt, was zu tun ist, als ein Mann sich einfach so auf den Hintersitz setzt und ihn fragt, ob er frei sei. So wird Karim zum Motorradtaxifahrer in Teheran. Karim macht sich jetzt jeden Tag auf den Weg nach Teheran und verdient plötzlich im Vergleich zum Einkommen auf der Straußenfarm ein Vermögen. Er findet sich erstaunlich gut zurecht im hektischen Moloch Teheran und chauffiert vor allem Managertypen mit Handys, die zu irgendwelchen Terminen hetzen. Selbst ganze Kühlschränke transportiert er mit seinem kleinen Motorrad. Er lernt schnell die Spielregeln des „wilden“  Kapitalismus, wird manchmal übervorteilt und um sein Geld betrogen, beim nächsten Mal ist es umgekehrt. Auch kommt er in Versuchung, einen Kühlschrank zu stehlen und weiterzuverkaufen, widersteht aber. Ein reicher Elektrohändler bietet ihm wegen seiner Ehrlichkeit einen festen Arbeitsplatz als Transportfahrer an.
Sorgen macht sich Karim vor allem um seinen kleinen Sohn. Der Junge, seine Freunde und Cousins streifen ständig um eine alte Zisterne in der Nähe von Karims Haus herum, wo Karim sie regelmäßig verscheucht. Die Jungen haben die fixe Idee, die Zisterne von Unrat zu säubern, das Wasser zu klären und in dem Wasser Fische auszusetzen. So wollen sie eine Zucht für Zierfische beginnen, um damit Geld zu verdienen und nach eigenen Angaben Millionäre zu werden. Karim regt sich sehr über diese Pläne auf und will nichts davon wissen. Seine Frau und seine älteste Tochter unterstützen heimlich den Plan: Die Kinder fahren hinter dem Rücken des Vaters mit einem Onkel ebenfalls nach Teheran, um dort Rosen auf der Stadtautobahn an Autofahrer zu verkaufen. Als Karims sie eines Tages dabei erwischt, rastet er völlig aus und zerstört den Blumenstand. Er lässt sich aber, wie meist, nach längerem Widerstand von seiner Frau beruhigen. Inzwischen gelingt es den Jungen tatsächlich, die Zisterne zu klären und aufnahmebereit für Fische zu machen.
Karim bringt jeden Tag neue Dinge mit nach Hause, die er aus Bauschutt und Sperrmüll gesammelt hat, von Fernsehantennen bis zu ausrangierten Türen. Langsam entwickelt sich sein Grundstück zu einem Schrottlager. Mit der Größe seines Lagers entwickelt sich auch seine eigene Habgier. Als seine Frau einer Kusine eine besonders schöne, blau angestrichene alte Tür schenkt, holt er diese sofort zurück und legt sie wieder zu den alten Dingen. Eines Tages fällt er beim Aufräumen seiner Halde unglücklich, wird unter seinem Schrottlager begraben und bricht sich ein Bein. Ans Bett gefesselt, muss er mit ansehen, wie sich seine Familie samt seinen Kindern um das Fortführen des Alltags bemüht. Auch die Nachbarn und Verwandten unterstützen die Familie und vor allem Karim durch Pflege, Zuspruch und finanzielle Hilfe. Besonders ein Cousin, der eine Gärtnerei hat und regelmäßig seine Pflanzen in Teheran ausliefert, unterstützt ihn sehr. Er lässt auch den Jungen mitarbeiten, der sich mit seinen Freunden tatsächlich das Geld für die Fische verdient. Es kommt aber zu einem Unfall mit den Fischen, und letztendlich bringen sie nur ein Exemplar mit nach Hause, das sie in das Wasser der Zisterne setzen.
Allmählich kommt Karim, der jetzt plötzlich Zeit hat, sein Leben zu überdenken, auf seinem Krankenlager, wo er dem Gesang der Sperlinge lauscht, wieder zur Besinnung: Reichtum ist nicht alles im Leben, Freundschaft, Familie und menschliche Anteilnahme zählen dafür umso mehr. In einer letzten, traumartigen Sequenz ist ein Strauß bei einem Balztanz zu sehen.

## Sonstiges
Entgegen seiner Rolle, in der er einen Mann um die 40 spielt, war Hauptdarsteller Reza Naji bei den Dreharbeiten bereits Mitte 60.

## Kritiken
„Eine wohltuende Oase inmitten all der wuchtigen US-Epen und verkopften europäischen Psychodramen auf der Berlinale. Seine Bildsprache erfüllt eine Sehnsucht, die durch opulente Inszenierungen und Spezialeffekte offenbar nicht befriedigt werden kann. Majidi spielt viel mit Symbolik, doch er lässt dem Zuschauer zugleich Raum zum Denken, zum Träumen, zum In-die-Leinwand-Steigen.“

„Der wahre Wert des Lebens, das sind die Freunde, so könnte man die Lehre am Schluss des Films benennen. Eine einfache Wahrheit, vielleicht zu einfach für viele Zuschauer. Doch es ist gut, ab und an wieder einmal daran erinnert zu werden.“

## Auszeichnungen
Der Film lief im Wettbewerb der Berlinale 2008, und Hauptdarsteller Reza Naji wurde für seine darstellerische Leistung als Karim mit dem Silbernen Bären ausgezeichnet. Monate später wurde Das Lied der Sperlinge als offizieller iranischer Beitrag für die Nominierung um den besten fremdsprachigen Film bei der Oscarverleihung 2009 ausgewählt.